# A. Schilling & Sons
A. Schilling & Sons war ein US-amerikanischer Hersteller von Automobilen und Motoren.

## Unternehmensgeschichte
Das Unternehmen hatte seinen Sitz in San Francisco in Kalifornien. Ursprünglich stellte es Ottomotoren her, die als Golden Gate bekannt wurden. 1893 oder 1894 begann die Produktion von Automobilen. Als Markennamen sind sowohl Golden Gate als auch Schilling überliefert. Im gleichen Jahr oder 1895 endete die Produktion.
Es ist nicht bekannt, wann das Unternehmen aufgelöst wurde.

## Fahrzeuge
Ein Fahrzeug war ein Dreirad. Ein selbst hergestellter Motor mit 2 PS Leistung war vor dem Sitz montiert. Die offene Karosserie bot Platz für zwei Personen. Die Höchstgeschwindigkeit war mit 16 bis 19 km/h angegeben. Die Herren Doane und Thornburghe kauften ein Fahrzeug. Dies war möglicherweise das erste in Kalifornien verkaufte Auto mit einem Ottomotor. Die Zeitschrift The Horseless Age berichtete im November 1895 über das Fahrzeug und meinte, es sei etwa vor anderthalb Jahren entstanden. Das deutet auf Frühling 1894 hin.
Es ist nicht überliefert, ob weitere Fahrzeuge entstanden.